# Onida
Onida é uma cidade localizada no estado norte-americano de Dakota do Sul, no Condado de Sully.

## Demografia
Segundo o censo norte-americano de 2000, a sua população era de 740 habitantes.
Em 2006, foi estimada uma população de 664, um decréscimo de 76 (-10.3%).

## Geografia
De acordo com o United States Census Bureau tem uma área de 1,6 km², dos quais 1,6 km² cobertos por terra e 0,0 km² cobertos por água. Onida localiza-se a aproximadamente 571 m acima do nível do mar.

## Localidades na vizinhança
O diagrama seguinte representa as localidades num raio de 36 km ao redor de Onida.